# Desaparición de Ann Gotlib
Ann Gotlib (nacida el 5 de mayo de 1971) fue una inmigrante rusa que desapareció a la edad de 12 años de los locales de un centro comercial de Louisville, Kentucky, el 1 de junio de 1983. El caso para encontrar a su secuestrador recibió una gran cobertura de los medios de comunicación de Louisville y se prolongó durante los siguientes veinticinco años hasta que finalmente se identificó a una persona relacionada con los hechos. 

## Antecedentes
Gotlib, una inmigrante judía rusa, llegó a los Estados Unidos en 1980 y hablaba inglés y ruso con fluidez.

## Desaparición
Ann fue vista por última vez el 1 de junio de 1983, entre las 5:30 y las 6:00 PM., Estaba visitando el centro comercial Bashford Manor, al otro lado de la calle del complejo de apartamentos donde vivía con su familia. Su bicicleta fue encontrada más tarde fuera de los grandes almacenes Bacon's en el centro comercial.

## Investigación
El FBI dirigió la investigación. La policía siguió miles de pistas e interrogó a entre 30 y 40 sospechosos a lo largo de los años. Tres días después de su desaparición, un perro policía rastreó su olor hasta el apartamento de Ester Okmyansky, la abuela de la última persona que vio a Gotlib con vida. Okmyansky dijo que Gotlib nunca había visitado el apartamento, y después de una investigación exhaustiva de su familia, la policía concluyó que el perro había cometido un error al seguir la pista.
Otros investigados fueron un delincuente sexual que había estado en el centro comercial en la hora siguiente a la desaparición de Gotlib y un delincuente sexual en serie que tenía una coartada.
Una teoría de la conspiración a muy repetida sostenía que Gotlib había sido secuestrada por el gobierno soviético para obligar a sus padres a regresar a Rusia. Tanto el FBI como la familia Gotlib rechteoría. Otra teoría era que se había ido voluntariamente después de tener problemas para adaptarse a la vida en los Estados Unidos. Los investigadores y su familia también descartaron esta teoría, diciendo que no presentó indicaciones de ansiedad antes de la desaparición, y si hubiese huido voluntariamente probablemente se habría llevado algún dinero o alguna de sus posesiones, y se hubiese comunicado con la familia en algún momento. 
En 1990, el recluso del corredor de la muerte de Texas Michael Lee Lockhart afirmó haber matado a Gotlib y enterrado su cuerpo en Fort Knox y finalmente proporcionó un mapa del lugar de enterramiento, pero después de una investigación exhaustiva la policía no encontró ninguna prueba física para verificar su afirmación.
Hasta el 2008 el Departamento de Policía Metropolitana de Louisville todavía enumeraba la desaparición como un caso abierto. Sin embargo, se consideró un caso sin resolver debido a la cantidad de tiempo que había pasado. Los documentos de la investigación llenan cuatro archivadores.

### Novedades en 2008
El 4 de diciembre de 2008, la policía metropolitana de Louisville anunció un gran avance en el caso de la desaparición de Ann Gotlib. Un portavoz de la Policía Metropolitana de Louisville, comentando los nuevos acontecimientos en el caso, sugirió que la policía creía que el criminal convicto y ex-veterinario Gregory Oakley Jr. - que había sido sospechoso desde la desaparición inicial en 1983 - había sido posiblemente el responsable de la desaparición de la joven. Oakley murió en Alabama en 2002 después de ser liberado del reformatorio estatal de Kentucky en La Grange con un indulto por causas médicas, donde cumplía condena por robo y violación. Ese caso era similar al de Gotlib en el hecho de que la víctima era una niña de 13 años con el pelo rojo. La policía cree que Oakley siguió a Gotlib hasta el estacionamiento del Bashford Manor Mall, donde la secuestró dejando abandonada su bicicleta.
Según un hombre que también estuvo preso en una prisión de Kentucky a finales de los 80 y principios de los 90 con Oakley, este le confesó que había secuestrado a Gotlib y que la había matado con una sobredosis de pentazocina, un analgésico. La policía había considerado a Oakley como sospechoso en el caso Gotlib desde enero de 1984, cuando Oakley fue arrestado y finalmente condenado por violar a una niña de 13 años de Louisville. Oakley no pasó la prueba del polígrafo en relación con Gotlib, pero la policía nunca tuvo suficientes pruebas para relacionarlo con su desaparición.

## Impacto
Debido a la sorprendente forma en que Gotlib había desaparecido a plena luz del día sin dejar rastro, fue un caso clave que llevó al Congreso de los Estados Unidos a crear el Centro Nacional para Menores Desaparecidos y Explotados en 1984 para coordinar los departamentos implicados en los casos de personas desaparecidas. El centro atribuye al caso Gotlib el aumento de la conciencia nacional sobre los niños desaparecidos y secuestrados y la revolución en la forma en que se tratan los casos de niños desaparecidos. Una nueva técnica que surgió de la investigación fue el uso de vallas publicitarias y otras tácticas para generar una amplia conciencia de una persona desaparecida, lo que se consideró inútil según los conocimientos convencionales de la época.